# Lidus Klein
Alidus (Lidus) Klein ( van Giltay )  (geboren Wageningen, 24 september 1884) was een Nederlands violist.
Hij was zoon van onderwijzer aan de Rijkslandbouwschool Karel Herman Klein en Sara Voet. Hijzelf was getrouwd met Magdalena van den Hoven. Dochter Lony Klein was enige tijd pianiste.
Hij kreeg zijn muziekopleiding van Bram Eldering aan het Conservatorium van Amsterdam, Otakar Sevcik in Praag en Carl Flesch in Berlijn. Van 1910-1918 was hij docent aan het Conservatorium van Zürich, Zwitserland en ook concertmeester van het Tonhalle Orchester Zürich aldaar. Hij vertrok vervolgens naar Genève om er concertmeester te worden van het Orchestre Romand en leider te worden van het Quator de Genève met Leon Altyser (2e viool), David Altyser (altviool) en Merrik Debran (cello). Daarna werd hij docent te Parijs van waaruit hij nog steeds concertreizen ondernam. In 1929 was hij terug in Nederland, waar hij docent werd aan het Amsterdams conservatorium, maar vertrok vermoedelijk weer naar Zwitserland.
Van hem zijn een beperkt aantal opnamen bekend, zoals van het Berceuse de Jocelyn van Godard voor viool en piano (Homocord 18109) . Op 29 september 1908 gaf hij met Willem Andriessen achter de piano in de kleine zaal van het Concertgebouw een uitvoering van de Hymne voor viool en piano van Alphons Diepenbrock; de componist was daarbij niet aanwezig; hij had een diner met Gustav Mahler. In 1918 zat hij samen met Willem de Boer eveneens lid van het Tonhalle Orchester Zürich op het podium in de uitvoering van het Strijkkwartet nr. 14 van Wolfgang Amadeus Mozart. Hij was onder de naam Lidus van Giltay beoogd solist in de première van het vioolconcert van Cyrill Scott in het seizoen 1925-1926 van het City of Birmingham Symphony Orchestra, maar werd ziek; Scott droeg het werk wel aan hem op.
Na de jaren dertig is niets meer van hem vernomen.